# Cadrema curtisi
Cadrema curtisi är en tvåvingeart som beskrevs av Nartshuk 2002. Cadrema curtisi ingår i släktet Cadrema och familjen fritflugor. Inga underarter finns listade i Catalogue of Life.